# Leonid Wassiljewitsch Blumenau
Leonid Wassiljewitsch Blumenau (russisch Леонид Васильевич Блуменау, auch Блюменау, * 9. Septemberjul. / 21. September 1862greg.; † 10. November 1931 in Leningrad) war ein russischer Neurologe und Neuropathologe.

## Leben
Blumenau wurde in einem kleinen Ort im Gouvernement Sankt Petersburg geboren. Er studierte bis 1886 an der Militärmedizinischen Akademie in Sankt Petersburg und arbeitete anschließend in einer Klinik für Geistes- und Nervenkrankheiten. 1889 wurde er promoviert und ging danach für zwei Jahre in das Ausland, wo er bei Heinrich Wilhelm Waldeyer, Paul Flechsig, Camillo Golgi, Jean-Martin Charcot und Valentin Magnan arbeitete. 1892 wurde er Privatdozent an der Militärmedizinischen Akademie und 1897 Arzt an einem Militärkrankenhaus in Warschau. Ab 1903 war er Professor am Klinischen Institut der Großfürstin Jelena Pawlowna in Sankt Petersburg, wo er Leiter der neurologischen Abteilung war.
Nach der Oktoberrevolution spielte er bei der institutionellen Neuordnung der neurologischen Lehre und Forschung eine wichtige Rolle. Seine wissenschaftlichen Arbeiten zur Neurologie und Neuropathologie beeinflussten maßgeblich andere russische bzw. sowjetische Forscher, so die Arbeiten des Neurogenetikers Sergei Dawidenkow.
Neben seiner wissenschaftlichen Arbeit war er Dichter und Übersetzer. Er übersetzte zahlreiche Werke aus dem Lateinischen, Griechischen und Deutschen ins Russische.